# Our World, Our Way
Our World, Our Way – trzeci studyjny album amerykańskiego zespołu Dem Franchize Boyz. Jest to ich pierwszy album wydany dla wytwórni Koch. Początkowo miał nosić tytuł Da Point of No Return.
Pierwszym singlem był „Talkin' Out da Side of Ya Neck!”. Drugim został „Turn Heads”.

## Lista utworów
1. „Get Cha Hustle On"
2. „Put U On"
3. „Mr. Feel Good” (feat. Mannie Fresh)
4. „Come Come” (feat. Blaze)
5. „Shawty Foreal” (feat. JR Get Money)
6. „Talkin' Out da Side of Ya Neck!”
7. „Turn Heads” (feat. Lloyd)
8. „Roll Ya Arms” (feat. Peanut & Joe Blow)
9. „#1 Girl” (feat. J Que)
10. „Make Ya Mad”
11. „The Life” (feat. City Black)
12. „I’m Fresh"
13. „The Killers, The Dealers"
14. „It's a Go” (iTunes Bonus Track)
15. „Choosin'” (iTunes Bonus Track)

## Pozycja na listach
| Lista (2008)                          | Pozycja |
| ------------------------------------- | ------- |
| U.S. Billboard 200                    | 115     |
| U.S. Billboard Top R&B/Hip-Hop Albums | 19      |
| U.S. Billboard Top Rap Albums         | 10      |